# 罗曼维尔
罗曼维尔（法語：Romainville，法語發音：[ʁɔmɛ̃vil] ⓘ）是法国法兰西岛大区塞纳-圣但尼省的一个市镇，属于博比尼区。

## 地理
罗曼维尔（48°53'1"N, 2°26'10"E）面积3.44 平方千米，位于法国法蘭西島大區塞纳-圣但尼省，该省份为法国北部内陆省份，毗邻巴黎。
与罗曼维尔接壤的市镇（或旧市镇、城区）包括：巴尼奥莱、莱利拉、博比尼、蒙特勒伊、努瓦西勒塞克、庞坦。

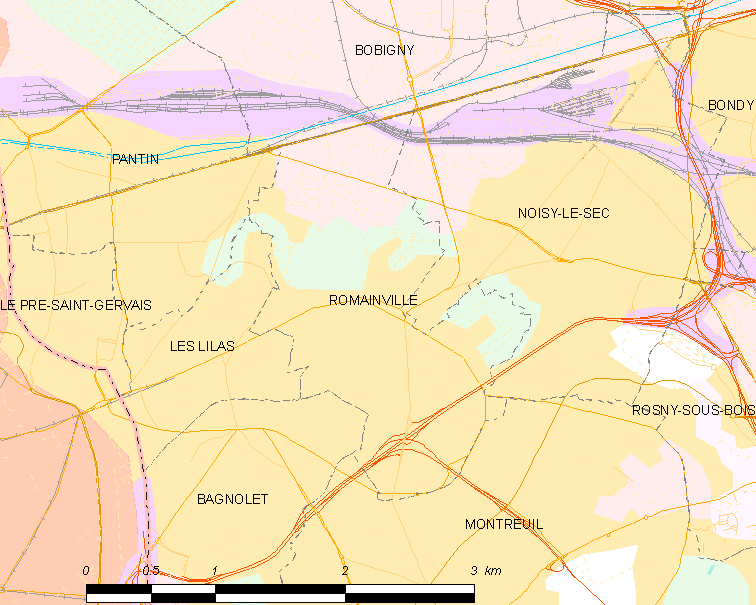
罗曼维尔的OSM定位图

罗曼维尔的时区为UTC+01:00、UTC+02:00（夏令时）。

## 行政
罗曼维尔的邮政编码为93230，INSEE市镇编码为93063。

## 政治
罗曼维尔所属的省级选区为巴尼奥莱县。

## 人口

1962-2008年间罗曼维尔人口变化图示

罗曼维尔于2022年1月1日时的人口数量为35314人。